# Капіті
Капіті (англ. Kapiti) — незаселений острів, розташований на захід від південної частини Північного острова Нової Зеландії.
Адміністративно належить до округу Капіті-Кост (англ. Kapiti Coast) в складі регіону Веллінгтон.

## Назва
Назва Капіті — це скорочення від маорійського Te Waewae-Kapiti-o-Tara-raua-ko-Rangitane, що означає кордон між землями племен тара та рангітане.
Острів ще має іншу назву — острів Входу (англ. Entry Island), мається на увазі вхід до протоки Кука, що розділяє Північний та Південний острови Нової Зеландії. Вперше ця назва була використана ще 1770 року самим капітаном Куком.

## Географія
Острів Капіті розташований на відстані 5 км від узбережжя Північного острова, навпроти гирла річки Вайканае (англ. Waikanae River). Він має видовжену форму, близько 10 км завдовжки і 1,5-2 км завширшки. Острів скелястий, стрімко підіймається з моря. Найвища вершина — гора Тітеремоана (англ. Titeremoana), вона має висоту 543 м над рівнем моря.
Половина острова вкрита лісом.

## Історія
Маорійський вождь Раупарага (англ. Rauparaha) захопив острів Капіті на початку 1820-х років, а близько 1823 року зробив його своєю резиденцією.
Приблизно в цей же час на острові з'явилися й європейці, які заснували тут китобійні станції. Проте вже до 1840 року китобійний промисел занепав.
1897 року рішенням уряду Нової Зеландії острів Капіті став частиною державного заповідника дикої природи. Цей статус він зберігає й досі, перебуваючи під управлінням Міністерства охорони природи (англ. Department of Conservation, DoC) Нової Зеландії.

## Охорона природи

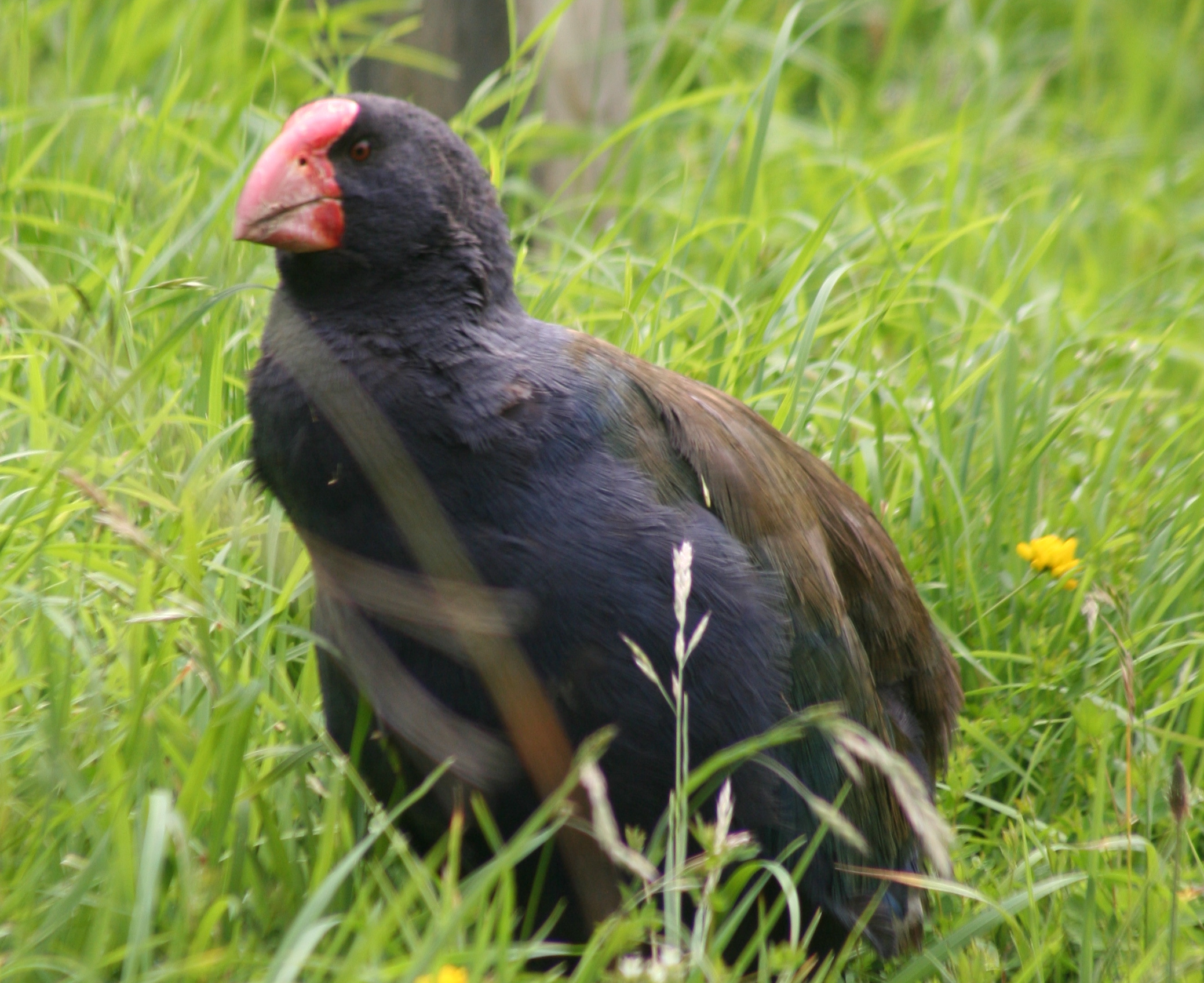
Нелітаючий птах такаге на острові Капіті.

На острові Капіті розташований однойменний природний заповідник (англ. Kapiti Island Nature Reserve). Він був створений для збереження рідкісних видів птахів та дерев.
Тут мешкають такаге, кокако, гигі, малий ківі, червонолобий папуга (какарікі, Cyanoramphus novaezelandiae), коричнева чирянка (патеке, Anas chlorotis), века (Gallirallus australis), папуга кака, тіко північний, тоутоваї великоголовий, могуа білоголовий, туй (Prosthemadera novaeseelandiae), кереру, косар королівський та багато інших, більш звичних видів лісових, прибережних та морських птахів.
Місцеві ліси складаються з когекоге (Dysoxylum spectabile, родина Мелієві), тава (Beilschmiedia tawa, родина Лаврові), канука (Kunzea ericoides, родина Миртові), пуагоу (Pseudopanax arboreus, родина Аралієві) та магое (Melicytus ramiflorus, родина Фіалкові). Деякі рослини, зокрема каро (Pittosporum crassifolium, родина Pittosporaceae), були висаджені спеціально на корм птахам.
До острова Капіті прилягає інша охоронна територія — Морський заповідник Капіті (англ. Kapiti Marine Reserve).